# Conocimiento de sí mismo

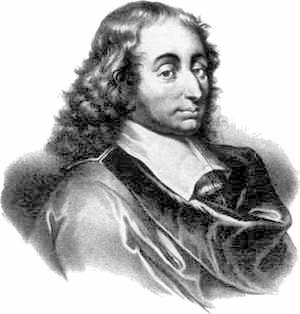
Blaise Pascal

El conocimiento de sí mismo o el autoconocimiento, es el saber que una persona adquiere sobre ella misma, en términos psicológicos y espirituales, durante el curso de toda la vida, y sobre la base de sus propias experiencias y a la introspección.
El conocimiento de sí mismo es un tipo particular de conocimiento en la medida que el sujeto que intenta conocer y el objeto a conocer están confundidos, o sea, se es «juez y parte» al mismo tiempo. Esta dificultad central hace imperativo que se exija objetividad.
El conocimiento de sí mismo requiere honestidad y rectitud de pensamiento, espíritu crítico, y una cierta consideración en relación con la «mirada» exterior de los otros. Debido a su naturaleza subjetiva, para que este conocimiento pueda cristalizar, se requiere cierta habilidad metacognitiva, así como cierto grado de lucidez personal que permita generar un pensamiento bien consistente.

## Utilidad variable
Si se tiene en cuenta la opinión de los grandes filósofos, pensadores, y escritores, que a través de los tiempos incursionaron en esta temática, surge que el conocimiento de sí podría tener ventajas bastante variables, e incluso en ciertos casos podría ser hasta contraproducente para aquel que acomete en esta línea de investigación.
Blaise Pascal por ejemplo opinaba lo siguiente :

Cita: Il faut se connaître soi-même ; quand cela ne servirait pas à trouver le vrai, cela sert au moins à régler sa vie : il n'y a rien de plus juste.
Traducción al español: Conviene conocerse a sí mismo, y cuando ello no sirva para encontrar la verdad, servirá al menos para ordenar la propia vida : no hay nada más justo que proceder de esta forma.

Marguerite Yourcenar se refería al tema como una experiencia esencial :

Cita: Le véritable lieu de naissance est celui où l'on a porté pour la première fois un coup d'œil intelligent sur soi-même : mes premières patries ont été les livres.
Traducción de la cita: El verdadero momento y lugar de nacimiento es el que por primera vez se dirige una mirada inteligente sobre uno mismo : y en este sentido, mis primeras patrias fueron los libros.

Por su parte, Thomas Szasz afirmaba : « A menudo las personas dicen que aún no se han encontrado a sí mismas. Pero el sí mismo no es algo que uno encuentra, sino algo que uno crea. » Y el escritor y novelista Aldous Huxley nos dejó el siguiente pensamiento : « Sólo hay una pequeña parte del universo de la que sabrás con certeza que puede ser mejorada, y esa parte eres tú mismo. » Y sobre este asunto, Lao-Tse señalaba : «El que domina a otros es fuerte; el que se domina a sí mismo es poderoso».
Pero no todos se expresaron positivamente sobre esta cuestión, como por ejemplo Anatole France quien afirmaba:

Cita: Je tiens la connaissance de soi comme une source de soucis, d'inquiétudes et de tourments. Je me suis fréquenté le moins possible.
Traducción de la cita: Observo el conocimiento de sí como una fuente de preocupaciones, de inquietudes, y de tormentos: Me dedico a ello lo menos posible.

En cuanto a la célebre frase «Conócete a ti mismo», en realidad no es exactamente atribuible a Sócrates, pues la misma estaba inscrita en el frontispicio (pronaos) del Templo de Apolo en Delfos. Pero indudablemente, el citado sabio griego de la Antigüedad, interpretó ese aforismo y lo potenció enormemente, atribuyéndole una marcada orientación ética y moral. Sin duda posible, esta máxima figura entre las más destacadas y conocidas frases filosóficas.

## Diferentes exigencias que motivan el «Conocimiento de sí mismo»

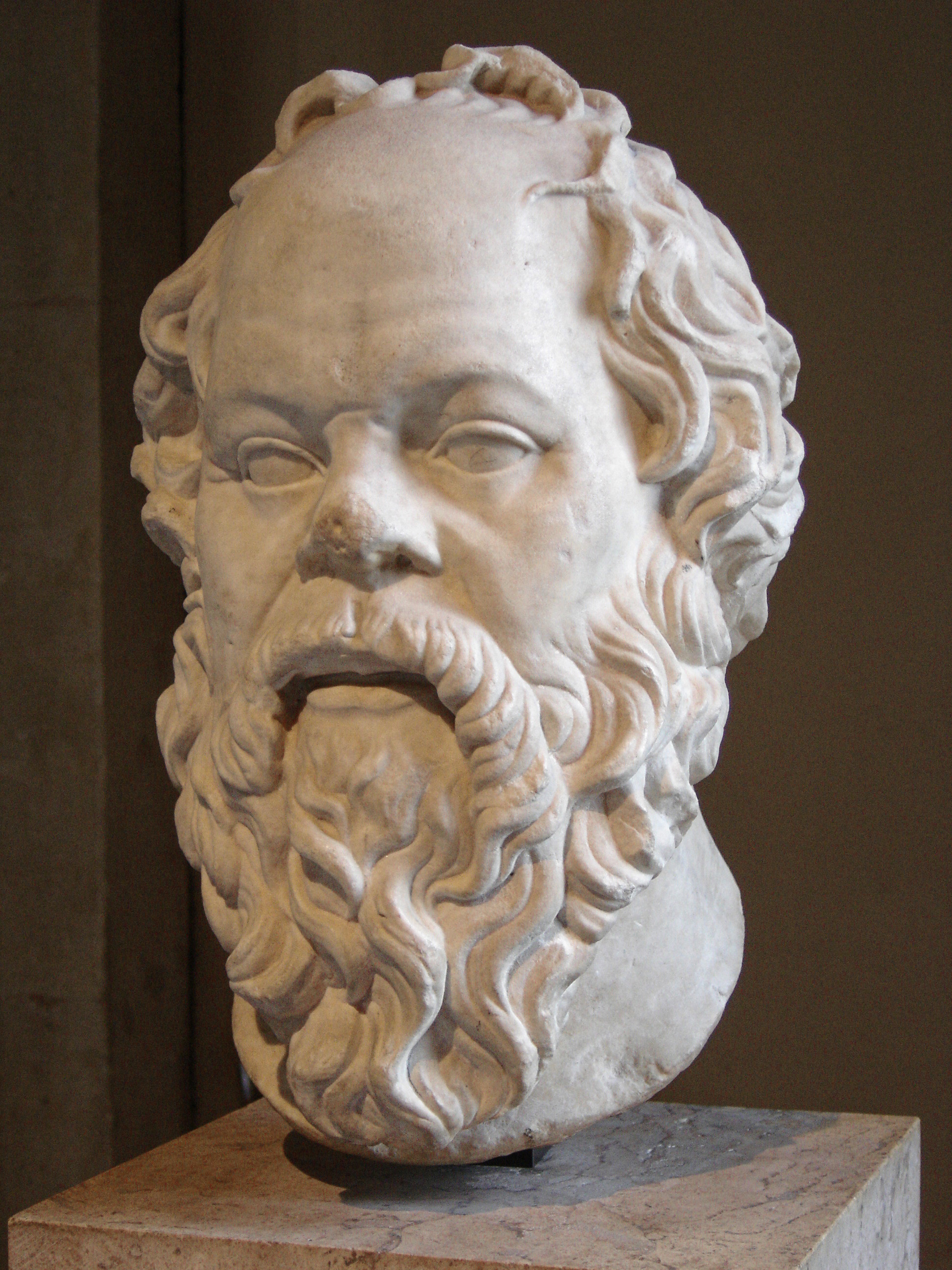
«Conócete a ti mismo», lema adoptado por Sócrates

En relación con la relativa diversidad de los individuos y de sus respectivas filosofías de vida y objetivos de vida, el conocimiento de sí mismo puede responder a exigencias diversas, movilizando e interesando a algunas personas más que a otras, y a un cierto momento de sus respectivas existencias más que en otros momentos.
El «Conocimiento de sí mismo» puede tener las siguientes motivaciones principales :
- "Necesidad o impulso interior" : gusto por la introspección ; curiosidad por los "misterios de la vida" y por los "misterios del propio ser" ; interés por las reflexiones filosóficas.[18]

Cita: Au lieu d'aller dehors, rentre en toi-même : c'est au cœur de l'homme qu'habite la vérité. Saint Augustin
Traducción de la cita: En lugar de buscar fuera, entra en ti mismo : es en el corazón del hombre donde puedes encontrar la verdad. San Agustín

Cita: La crise n’est pas dans le monde extérieur, elle est dans notre conscience elle-même. Tant que nous n’aurons pas compris cette crise profondément et non selon les idées de quelques philosophes, mais jusqu’au moment où véritablement nous comprendrons par nous-mêmes en regardant en nous-mêmes, en nous examinant nous-mêmes, nous serons incapables de provoquer un tel changement. Jiddu Krishnamurti
Traducción de la cita: La crisis no está en el mundo exterior, está en nuestra propia conciencia. Mientras no hayamos comprendido profundamente esta crisis y no de acuerdo con las ideas de algunos filósofos, pero hasta que realmente nos entendamos a nosotros mismos al mirar dentro de nosotros mismos, al examinarnos a nosotros mismos, no podremos para provocar tal cambio. Jiddu Krishnamurti

- "Exigencia de lucidez" : aplicación del espíritu crítico sobre sí mismo.

Cita: Connais-toi toi-même ! Socrate d'après Charmide de Platon, et une inscription sur le fronton du Temple de Delphes en Grèce
Traducción de la cita: Conócete a ti mismo ! Sócrates según la obra de Charmide o Cármides de Platón, y una inscripción en el frontón del templo de Delfos, en Grecia

Cita: La connaissance de soi est le commencement de la sagesse ; sans connaissance de soi, il n'y a pas de bonheur. Jiddu Krishnamurti
Traducción de la cita: El conocimiento de sí es el comienzo de la sabiduría ; sin conocimiento de sí, no hay felicidad. Jiddu Krishnamurti

- "Cultura del libre-arbitrio" : cultura sin imposiciones ; capacidad para pensar y obrar según la propia voluntad, y no en sujeción a una orden o una regulación.

Cita: Nous nous croyons libres que parce que nous ignorons les causes qui nous font agir. Baruch Spinoza
Traducción de la cita: Nos creemos libres porque ignoramos las causas que nos hacen reaccionar. Baruch Spinoza

- "Acción o reacción en acuerdo consigo mismo" : esfuerzo de congruencia o de real motivación ; reforzamiento de la autoestima ; decisiones seguras y no dubitativas ; tener claros los propios objetivos.[25]

Cita: Il y a de la pauvreté d'esprit à être toujours d'accord avec soi-même. Paul Valéry
Traducción de la cita:Hay pobrezas de espíritu que siempre están de acuerdo consigo mismo. Paul Valéry

- "Individuación" : descubrimiento de la vocación, su potencial, su "horizonte de posibilidades".

Cita: Deviens-ce que tu es, quand tu l'auras appris. Pindare
Hazte eso que eres, cuando te hayas enterado de ello (cuando hayas tomado conocimiento de ello). Píndaro

- "Dominio de sí mismo" : mejorar las relaciones con los otros ; mejorar los propios comportamientos.

Cita: Le pire état de l'homme, c'est quand il perd la connaissance et gouvernement de soi. Michel de Montaigne
Traducción de la cita: El peor estado del hombre, es cuando pierde el dominio de sí mismo. Michel de Montaigne

- "Elecciones (decisiones) pertinentes : controlar el devenir de los acontecimientos ; anticipar escenarios (desenlaces) posibles.

Cita: Ce qu'on ne veut pas savoir de soi-même finit par arriver de l'extérieur comme un destin. Carl Gustav Jung
Traducción de la cita: Lo que no se quiera saber sobre sí mismo, termina por suceder o expresarse como si fuera inducido por el destino. Carl Gustav Jung

- Sentido de la vida :

Cita: Ce qui est le plus vrai d'un individu et le plus lui-même, c'est son possible, que son histoire ne dégage qu'imparfaitement. Paul Valéry
Traducción de la cita : Lo que es más característico en un individuo y lo que siempre se cumple, es la posibilidad de que su historia se desarrolle de forma imperfecta. Paul Valéry

Cita: Le hasard, c'est toi-même qui t'arrive à toi-même. Paul Valéry
Traducción de la cita: El azar, eres tú mismo que te encuentras a ti mismo.

## ¿Cuál es el «yo» a conocer?
El asunto del conocimiento de sí mismo ante todo requiere una respuesta a la pregunta sobre qué es lo que debe considerarse el «yo».
Pero para responder a este interrogante, conviene explicitar mejor una serie de preguntas tales como las que se enumeran seguidamente :
- ¿Qué soy «yo» en tanto ser humano? … ¿en el cosmos o en la biósfera?
- ¿Qué soy «yo» en tanto ser humano con una particular historia? … ¿en tanto hombre o mujer? … ¿en tanto miembro de tal cultura en tal época? … ¿en tanto niño con tal padre y tal madre? …
- ¿Cuál es mi carácter? … ¿Cuál es mi personalidad?
- ¿Qué soy «yo» como ser singular? … ¿Cuáles son mis peculiaridades y factores distintivos?
- ¿Qué soy «yo» además de la resultante de mis determinaciones y de mis condicionamientos? … ¿Es que logró ser verdaderamente libre?
- ¿Soy verdaderamente consciente de todo lo que me determina, o acaso puedo llegar a serlo?

Existen dificultades para contestar a estas preguntas, que en buena medida provienen de la imbricación e implicancias entre sí : por ejemplo, ¿cómo situarse personalmente en una respuesta que implica el orden cosmológico? ; ¿cómo percibir el lugar del ser humano en la sociedad y en la biósfera, sin haber explorado y aquilatado el propio universo interior?
Pero por otra parte, al abordar esta cuestión, demasiadas cosas reenvían al propio conocimiento y a los antecedentes vividos por el sujeto : "Me altero porque me pongo nervioso" … "Soy violento porque en mi niñez me ha faltado amor maternal" … "No comprendo muy bien qué podría contestar a este respecto, ya que lo que he aprendido hasta ahora es relativamente poco" … "Cuándo es que se pueden o deben detener las investigaciones sobre uno mismo" … "Cómo es que se deben integrar las observaciones aportadas por otros a las propias" … "Qué grado de incertidumbre o desorientación es que puede aceptarse" … "Qué importancia o significación se debe dar a lo que se haya podido elaborar sobre el conocimiento de sí mismo" …
Querer cambiar a otros sin antes haber pasado uno mismo por un cambio interior, plantea una problemática de primer orden : ¿Cómo es que será posible cambiar a otros, o al propio mundo, si no hemos pasado por la experiencia personal e íntima de al menos haber efectuado un cambio interior? La respuesta a este interrogante es bien simple : "No podemos". Por así decir, es primordial comenzar por el comienzo, y mirarse largo tiempo en el espejo con espíritu crítico (como si se tratara de otra persona). Abandonar caras ilusiones en relación con lo que somos o queremos ser es un buen principio, tal vez el único posible, hacia un cambio de mayor envergadura y alcance.

## Etapas del proceso de autoconocimiento
El autoconocimiento implica tomar consciencia de los rasgos de personalidad, patrones de comportamiento, estado emocional, autoestima, creencias, valores, necesidades, objetivos, preferencias e identidad social de uno mismo.
El conocimiento adquirido es el resultado de procesos autorreflexivos que abarcan cuatro fases:
1. Autopercepción y autoobservación: Toma de consciencia de la imagen que la persona tiene de sí misma y observación reflexiva acerca de cómo piensa, siente y se comporta en las distintas situaciones.
2. Memoria autobiográfica: Profundizar en el pasado para identificar el origen del sistema de creencias del individuo con la finalidad de neutralizar su peso en sus decisiones futuras.
3. Autoaceptación: Aceptar los aspectos positivos y negativos de uno mismo, así como las circunstancias de la vida, lo que no implica resignación.
4. Crecimiento personal: Tomar consciencia de uno mismo en las distintas situaciones permite al individuo hacer un uso juicioso de sus habilidades propias, y valorar con sensatez las ventajas e inconvenientes de cada decisión, conduciendo la persona a un mayor desarrollo personal.

## Historia del concepto

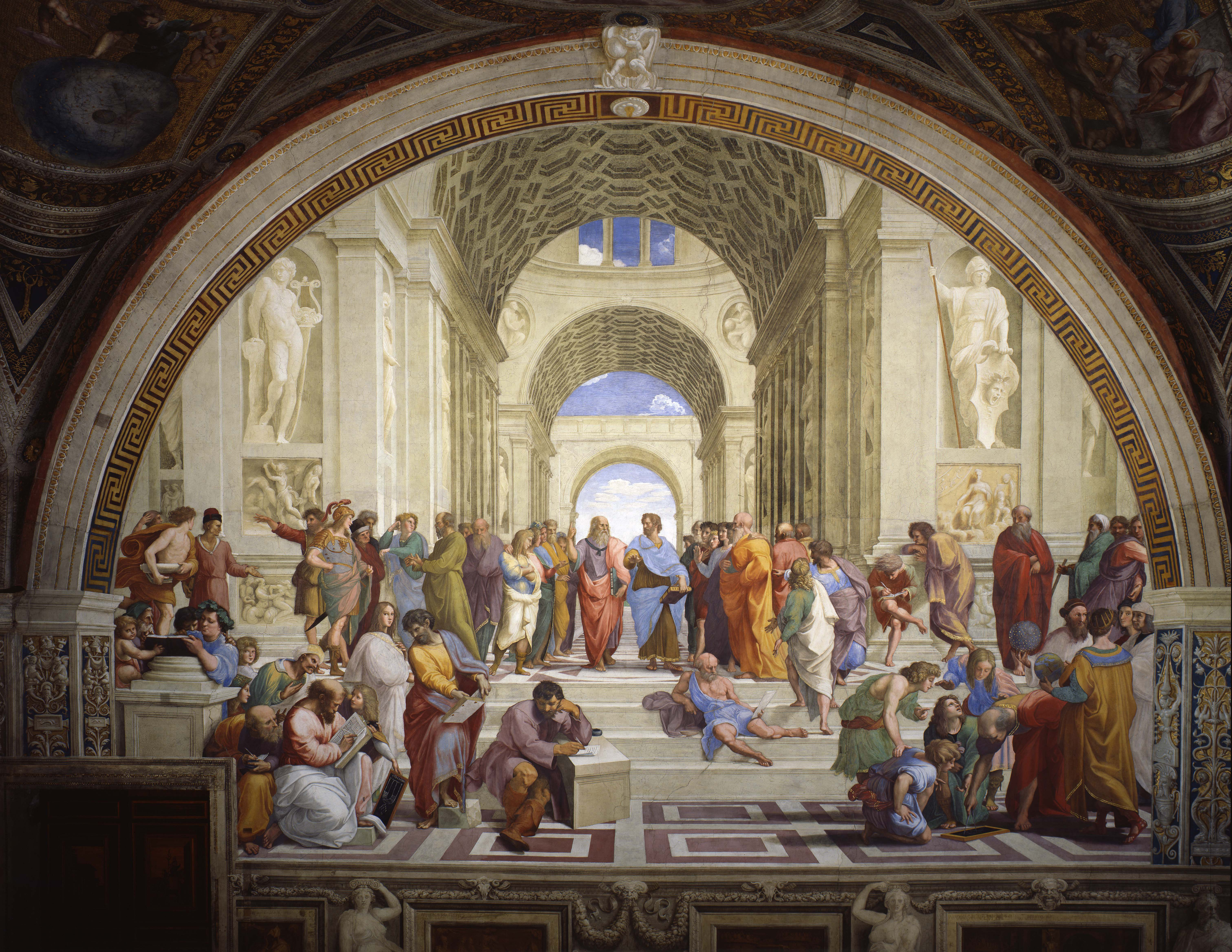
La Academia, óleo de Rafael Sanzio (1509)

Conócete a ti mismo (en griego: "Gnothi seauton" ; en latín: "Nosce te ipsum"), el lema que estaba inscrito en lugar destacado en el templo de Delfos, fue muy utilizado por Sócrates en las enseñanzas a sus discípulos, iniciando así una tradición filosófica milenaria que solamente fue seriamente contestada 2500 años más tarde por Friedrich Nietzsche, que trastocó la fórmula inicial : « Cada cual es quien mejor puede conocerse a sí mismo » en « nosotros mismos somos desconocidos para nosotros mismos ».
De una forma o de otra, casi todos los filósofos occidentales siguieron esta línea socrática de pensamiento.
Los filósofos socráticos fueron los primeros pensadores que rompieron con las formas míticas de pensamiento para empezar a edificar una reflexión racional. Es decir, fueron los primeros que iniciaron el llamado «paso del mito al logos », proceso propiciado por las especiales características de espíritu crítico y condiciones sociales que permitieron una especulación libre de ataduras a dogmas y textos sagrados. En este sentido, estos filósofos fueron tanto pensadores como cosmólogos y físicos y, más en general, «sabios».
René Descartes por ejemplo, partió de esta idea en su análisis metafísico, con su famosa frase "Cogito ergo sum", o sea "Pienso, y por tanto sé que pienso, y por tanto tengo certeza de que pienso".